# NGC 5038
NGC 5038 est une galaxie lenticulaire située dans la constellation de la Vierge. Sa vitesse par rapport au fond diffus cosmologique est de 2 539 ± 37 km/s, ce qui correspond à une distance de Hubble de 37,4 ± 2,7 Mpc (∼122 millions d'al). NGC 5038 a été découverte par l'astronome américain Edward Singleton Holden en 1881.
NGC 5038 est une galaxie LINER, c'est-à-dire une galaxie dont le noyau présente un spectre d'émission caractérisé par de larges raies d'atomes faiblement ionisés. La luminosité de la galaxie NGC 5038 dans l'infrarouge lointain (de 40 à 400 µm)  est égale à 1,78 × 1010 {\displaystyle L_{\odot }} (1010,25{\displaystyle L_{\odot }}) et sa luminosité totale dans l'infrarouge (de 8 à 1 000 µm) est de 2,45 × 1010 {\displaystyle L_{\odot }} (1010,39{\displaystyle L_{\odot }}).

## Supernova
La supernova SN 2008cd a été découverte le 13 avril 2008 dans NGC 5038 par X. Parisky, W. Li, et A. V. Filippenko dans le cadre du programme LOSS (Lick Observatory Supernova Search) de l'observatoire Lick. Cette supernova était de type Ia. 